# Крушовица (Софийская область)
Крушовица (болг. Крушовица) — село в Болгарии. Находится в Софийской области, входит в общину Елин-Пелин. Население составляет 165 человек (2022).

## Политическая ситуация
В местном кметстве Габра, в состав которого входит Крушовица, должность кмета (старосты) исполняет Любен Методиев Андреев (независимый) по результатам выборов правления кметства.
Кмет (мэр) общины Елин-Пелин — Галя Симеонова Георгиева (Граждане за европейское развитие Болгарии (ГЕРБ)) по результатам выборов в правление общины.